# Thomas J. Henley

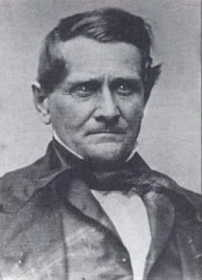
Thomas J. Henley

Thomas Jefferson Henley (* 18. Juni 1808 in Richmond, Indiana; † 1. Mai 1875 im Mendocino County, Kalifornien) war ein US-amerikanischer Politiker. Zwischen 1843 und 1849 vertrat er den Bundesstaat Indiana im US-Repräsentantenhaus.

## Werdegang
Thomas Henley besuchte nach seiner Schulzeit die Indiana University in Bloomington. Nach einem anschließenden Jurastudium und seiner im Jahr 1828 erfolgten Zulassung als Rechtsanwalt begann er in seiner Heimatstadt Richmond in diesem Beruf zu arbeiten. Außerdem wurde er im Bankgewerbe tätig. Politisch war Henley Mitglied der im Jahr 1828 von Andrew Jackson gegründeten Demokratischen Partei. Von 1832 bis 1842 saß er als Abgeordneter im Repräsentantenhaus von Indiana, dessen Präsident er im Jahr 1840 war.
Bei den Kongresswahlen des Jahres 1842 wurde er im zweiten Wahlbezirk von Indiana in das US-Repräsentantenhaus in Washington, D.C. gewählt, wo er am 4. März 1843 die Nachfolge von Richard W. Thompson antrat. Nach zwei Wiederwahlen konnte er bis zum 3. März 1849 drei Legislaturperioden im Kongress absolvieren. Diese waren von den Ereignissen des Mexikanisch-Amerikanischen Krieges bestimmt, in dessen Folge das US-Staatsgebiet im Westen und Südwesten beträchtlich erweitert wurde. Zwischen 1843 und 1847 war Henley Vorsitzender des Patentausschusses.
Nach seinem Ausscheiden aus dem US-Repräsentantenhaus zog Henley im Jahr 1849 nach Kalifornien, das ebenfalls durch den Krieg mit Mexiko an die Vereinigten Staaten gefallen war. In Sacramento arbeitete er im Bankgewerbe. Zwischen 1851 und 1853 war er Abgeordneter in der ersten California State Assembly. Von 1855 bis 1858 war er Indianerbeauftragter des Staates Kalifornien; zwischen 1860 und 1864 leitete er die Postbehörde in San Francisco. Thomas Henley starb am 1. Mai 1875 im Mendocino County und wurde in Santa Rosa beigesetzt. Thomas J. Henley war der Vater des kalifornischen Kongressabgeordneten Barclay Henley (1843–1914).